# Okić-grad
Okić-grad – średniowieczny zamek w Chorwacji, na terenie Samoborskiego gorja.

## Historia
Pierwsza wzmianka historyczna o zamku pochodzi z 1193 roku. Jego pierwszym znanym właścicielem był Jaroslav (Irislav) Okićki.
W latach 1293–1327 Okić-grad należał do rodu Baboniciów, a następnie stał się własnością królewską. W 1393 roku Zygmunt Luksemburski sprzedał go rodowi Benvenjudów. Od 1416 roku jego właścicielami byli Frankapani, a od 1493 roku Erdődy.
Zamek został zaatakowany w 1573 roku w trakcie powstania chłopskiego. Uległ zniszczeniu w 1616 roku.